# Stalingrad (film, 1993)
Pour les articles homonymes, voir Stalingrad (film).
Pour plus de détails, voir Fiche technique et Distribution.
Stalingrad est un film allemand réalisé par Joseph Vilsmaier (1939-2020) sorti en 1993.

## Synopsis
À la fin de l'année 1942, l'armée d'Hitler s'avance très loin en territoire soviétique. Son objectif principal est Stalingrad. Face à une résistance soviétique acharnée et victime d'un hiver terrible à laquelle elle n'était pas préparée, la VIe armée subit de lourdes pertes. Pendant que Hitler crie victoire à la radio, ses hommes comprennent que la ville va devenir pour eux un enfer d'acier et de sang. Le film relate la bataille de Stalingrad, vue du côté allemand, en suivant le parcours au front du lieutenant Hans von Witzland et de ses hommes. L'histoire débute avec leur montée au front, puis les suit dans l'enfer des combats, où ayant perdu la moitié des hommes du peloton et après avoir été placé sous le commandement d'un capitaine sadique, le lieutenant mène ses hommes à travers les steppes gelées. Après leur encerclement par les forces soviétiques, le groupe ira de tentatives de rébellion en tentatives de désertion puis, enfin, vers la mort.

## Fiche technique
- Titre : Stalingrad
- Réalisateur : Joseph Vilsmaier
- Scénario : Johannes Heide, Jürgen Büscher et Joseph Vilsmaier
- Décors : Jindrich Götz et Wolfgang Hundhammer
- Costumes : Ute Hofinger
- Photographie : Rolf Greim, Klaus Moderegger et Peter von Haller
- Son : Günther Stadelmann
- Montage : Hannes Nikel
- Musique : Norbert Jürgen Schneider
- Production : Hanno Huth et Günter Rohrbach (producteurs) ; Mark Damon, Michael Krohne et Joseph Vilsmaier (producteurs exécutifs)
- Société(s) de production : B.A. Produktion, Bavaria Film, Perathon Film et Royal Film
- Société(s) de distribution : Senator Film (Allemagne), Bac Films (France)
- Budget : 20 000 000 DM (estimation) ; 14 millions de dollars[2].
- Pays d'origine :  Allemagne
- Langues : Allemand, Russe
- Format : Couleur (Eastmancolor) - 35mm - 1,85:1 - Dolby Digital
- Genre : Drame / Guerre
- Durée : 115 minutes
- Dates de sortie : 
  -  Allemagne : 21 janvier 1993
  -  France : 10 février 1993

## Distribution
- Dominique Horwitz (VF : Gérard Loussine) : Caporal-chef Fritz Reiser
- Thomas Kretschmann (VF : Pierre-François Pistorio) : Lieutenant Hans von Witzland
- Jochen Nickel (VF : Michel Vigné) : Sergent Manfred Rohleder
- Sebastian Rudolph (VF : Franck Capillery) : GeGe Müller
- Dana Vávrová (VF : Martha Lawinska) : Irina
- Martin Benrath : Général Hentz
- Sylvester Groth (VF : Richard Darbois) : Otto
- Karel Hermánek : Capitaine Hermann Musk
- Heinz Emigholz (VF : Michel Lasorne) : Edgar Emigholz
- Ferdinand Schuster : Double Edgar
- Oliver Broumis (VF : Patrick Borg) : HGM
- Dieter Okras (VF : Max André) : Capitaine Haller
- Zdenek Vencl (VF : William Coryn) : Wölk
- Mark Kuhn (VF : Lionel Henry) : Sergent Pflüger
- Thorsten Bolloff : Feldmann
- Alexander Wachholz : Révérend Renner
- J. Alfred Mehnert : Lupo
- Ulrike Arnold (de) : Viola
- Christian Knoepfle : Dieter
- Flip Cap : Ludwig
- Jaroslav Tomsa : Grand-père Erwin
- Pavel Mang : Kolja
- Otto Sevcik : Major Kock
- Jophi Ries : Schröder
- Svatopiunk Ricanek : Un soldat allemand
- Otmar Dvorak : Von Lausitz
- Karel Hábl : Un adjudant
- Thomas Lange : Un docteur
- Karel Hlusicka : Un docteur
- Alexander Koller : Le joueur d'accordéon
- Petr Skarke : Un soldat
- Hynek Cermak : Un soldat
- Cestmír Randa Jr. : Un soldat
- Jan Preucil : Un major à l'aérodrome
- Bohumil Svarc : Un docteur à l'aérodrome
- Pirjo Leppänen : Une mère qui pleure
- Aale Mantila : Un vieux père
- Theresa Vilsmaier : Une mère
- Janina Vilsmaier : Un enfant
- Oliver Steindler : Un enfant
- Jana Steindlerova : Un enfant
- Kaja Hermanek : Un enfant

## Distinctions
- Prix du Film bavarois, 1992 :
  - Meilleure cinématographie : Joseph Vilsmaier
  - Meilleur montage : Hannes Nikel
  - Meilleure production : Bob Arnold, Günter Rohrbach, Joseph Vilsmaier, Hanno Huth
- Jupiter, 1994 :
  - Meilleur film allemand
- Festival international du film de Moscou, 1993 :
  - Nomination au St. George d'or : Joseph Vilsmaier

## Réceptions
En France le film est relativement apprécié des spectateurs, à en croire les notes qu'il obtient sur les principaux agrégateurs de critiques : 3,7/5 sur Allociné, 6.9/10 sur Sens Critique, 4,1/5 sur Rotten Tomatoes, 7.5/10 sur IMDb.

En 1995, Stephen Holden, dans le New York Times saluait un film présentant : 
" (...) quelques-unes des plus virtuoses des scènes de combat des films de guerre modernes".
Le même auteur établissait un parallèle avec des films comme Apocalypse Now ou Platoon. D'autres, comme Alain Charbonneau, ont accusé Vilsmaier de vouloir "laver le peuple allemand de la folie meurtrière d'Hitler", et ont dénoncé : 
" La rhétorique (...) lourde, comme l'est le réalisme bétonné et obscène du film, qui ne nous épargne rien des horreurs de la guerre, et la mise en scène [qui] ne se soutient qu'à grand renfort d'effets techniques et pyrotechniques."
Certains critiques ont également dénoncé " l'absence de personnage féminin solide" (Mathieu Perreault).
Le film totalise 77 834 entrées en France.

## Commentaires

### Inspirations
Le film s'inspire en grande partie du roman de Theodor Plievier qui porte le même nom (Stalingrad, 1945). On retrouve dans le film des éléments du livre, comme les bataillons disciplinaires, le désespoir des soldats allemands et surtout la célèbre scène de l'évacuation des blessés allemands à l'aérodrome de Pitomnik (en) par les Junkers  allemands, scène dans laquelle les blessés se ruent sur les avions dans une folie extrême pour fuir ce front devenu non plus un front mais une zone de non-droit et de mort. Le film reprend fidèlement ce à quoi les soldats étaient soumis lors de cette bataille, les hôpitaux de campagne étaient pleins à craquer, les soldats de la Wehrmacht encerclés souffraient du froid, des poux et surtout de la faim, ce qui est précisément mis en évidence dans le roman comme dans le film.

### Réalisme historique et point de vue
Fort de moyens importants (une trentaine d'acteurs, 25 000 figurants, 100 cascadeurs, 22 poids lourds, 45 camions, 20 camionnettes, 29 omnibus, 50 voitures, 10 traîneaux à moteur, 25 blindés tchèques, 18 blindés finlandais, 6 avions, un train, 8 tonnes d'explosifs, 200 000 munitions d'artillerie, 10 000 costumes), le film est tout d'abord une reconstitution historique impressionnante. Le réalisme sert le propos du film. Il permet de suivre la vie d'hommes simples, de soldats allemands lors de cette bataille. Les combats, bien que présents, ne représentent pas l'essentiel du film, qui met plutôt en avant les hommes, perdus dans la folie de la guerre avec leurs peurs, leurs ignorances, leurs doutes et la révolte qui gronde en eux. L'action militaire, passe parfois au second plan et laisse la place à des dialogues entre soldats portant sur la nostalgie du pays, leur vision de la guerre, leurs tracas quotidiens et leur manière de faire face à l'horreur de la guerre. Ce film est un très beau tableau d'hommes abandonnés loin de chez eux par des dirigeants déconnectés de la réalité du terrain. Le récit et les dialogues ne tombent jamais dans le manichéisme ou l'apitoiement et offrent un regard nouveau et nuancé sur cette terrible bataille, tournant de la Seconde Guerre mondiale.
L'esthétique du film sert ainsi un discours anti-militariste et humaniste. Elle ne repose pas sur les effets spéciaux pour représenter la guerre (esthétique popularisée par des films comme Il faut sauver le soldat Ryan de Steven Spielberg) mais sur des plans panoramiques lents portés par une bande originale mélancolique (les chansons des soldats sont chantés par les acteurs eux-mêmes, renforçant l'impact du film) soulignant le tragique de la condition des personnages. La violence des combats et ses effets sur les corps ne sont pas euphémisés pour autant. La mise en scène met à plusieurs reprises sur un pied d'égalité les protagonistes avec leurs adversaires ; c'est le nazisme que le réalisateur érige en antagoniste, davantage que l'Armée rouge.

### Un film révélateur des enjeux mémoriels autour du passé nazi de l'Allemagne
Si le réalisme du film est remarquable, il faut cependant le replacer dans un contexte historiographique daté. Certes, le film ne justifie aucunement les actions de la Wehrmacht. Aucun héroïsme ou patriotisme parmi les protagonistes (une section typique des films de guerre hollywoodiens), plutôt présentés comme des hommes jeunes et inexpérimentés pris malgré eux dans un conflit décidé par d'autres (les officiers supérieurs sont, en effet, présentés comme des ambitieux cyniques et inhumains). On retrouve ici en partie le mythe d'une « Wehrmacht aux mains propres » développé en Allemagne de l'Ouest après la Seconde Guerre mondiale, plus particulièrement au cours des années 1950. Dans un contexte de guerre froide, les vétérans de la Wehrmacht étaient ainsi présentés comme des victimes du nazisme et du communisme et non comme des acteurs complices des crimes nazis. Ce point de vue est aujourd'hui déconstruit par l'historiographie qui a démontré l'implication de la Wehrmacht, du simple soldat à l'officier supérieur, dans les crimes nazis,. Le film n'ignore pas, malgré ces réserves, la dimension criminelle de la 6e armée allemande (mauvais traitements des prisonniers soviétiques, violences envers les populations civiles, etc.).
Le film est également marqué par le contexte de la réunification allemande, poussant l'Allemagne à réexaminer la mémoire nationale, y compris la période nazie. Stalingrad offre ainsi un regard singulier sur la culpabilité de l'Allemagne face à ses crimes. Ainsi, même s'il est marqué par le discours victimaire typique de la RFA des années 1950, il témoigne également d'une lucidité inédite à cette époque.